# Sincheon (métro de Séoul)
Sincheon (en coréen : 신천역) est une station de passage de la ligne Seohae du métro de Séoul. Elle est située, au 768-4 Sincheon-dong, dans la ville de Siheung, incluse dans la province de Gyeonggi, au sud-ouest de Séoul, en Corée du Sud.
Ouverte en 2018, la station est desservie par les rames omnibus de la ligne.

## Situation sur le réseau

Plan du réseau du métro de Séoul (2023)

La station en souterrain Sincheon est une station de passage de la ligne Seohae du métro de Séoul : elle est située entre la station Siheung Daeya, en direction du terminus nord Ilsan, et la station Siheung City Hall, en direction du terminus sud Wonsi.

## Histoire
La station Sincheon est mise en service le 16 juin 2018, lors de l'ouverture à l'exploitation des 22 km de la première section de la ligne Seohae, entre Sosa et 'wonsi le terminus sud,.